# こんいろ
『こんいろ』はあずまゆき作の漫画作品、および同作品収録の単行本のタイトル。表題作の他に３編の短編を収録する。

## あらすじ
私立の名門白凰学園に通う双子姉妹、新宮奈々緒と新宮奈々子は今日も自分たちのホームページ、アダルトサイト「こんいろ」の管理人としてHな画像を掲載している。ある日、二人は白石先生から呼び出されて・・・。

## 漫画
2002年11月28日にシュベール出版より出版される（零式コミックス、ISBN 4-88332-264-5）。2005年11月29日にリイド社より出版される。2006年10月28日に実業之日本社からリメイク版として出版。

## 登場人物

### こんいろ
新宮奈々緒奈々子の双子の姉。亜麻色でショートボブ。ハンドルネームはにゃお。奈々子と一緒にアダルトサイト「こんいろ」の管理人をしている。
新宮奈々子奈々緒の双子の妹。黒髪で腰まで伸ばした長髪、赤いリボン。ハンドルネームはにゃこ。奈々緒と一緒にアダルトサイト「こんいろ」の管理人をしている。
白石和友白凰学園教師。
司奈々緒と奈々子の後輩。
新宮社長奈々緒と奈々子の義父。
新宮秀司新宮社長の息子で奈々緒と奈々子の義兄。極度のスクール水着マニア。
江咲康一フリーライター。

### ちょっとしたいたずら
芹沢ゆか電車通学している学生。
水谷先生ゆかの担任かつ恋人。
さきっぺゆかの友人。

### nostalgic summer
タクヤ東京の学生。帰省中に香菜と再会。
香菜海の家の店員。タクヤの年下の幼馴染。

### 女子のアナ
美坂和葉新人女子アナ。
桜井君新人男子アナ。